# Roy Rogers (chitarrista)
Roy Rogers (Redding, 28 luglio 1950) è un chitarrista e produttore discografico statunitense.
Venne battezzato con questo nome per volere del fratello maggiore che voleva diventare un cowboy come il famoso attore e cantante degli anni '40 . Rogers suona in una vasta varietà di stili di chitarra riconducibili al Delta blues, ma è più spesso considerato per il suo virtuosismo da slider.

## Carriera
Nel 1980 Rogers diviene un componente del gruppo musicale itinerante di  John Lee Hooker.  Ha prodotto per lui quattro dischi: The Healer, vincitore di un Grammy, Mr. Lucky, Boom Boom e Chill Out.  Ha prodotto anche due dischi  per Ramblin' Jack Elliott, che hanno avuto la nomination al Grammy: Friends of Mine ed A Long Ride. Roy è stato anche coautore di Gnawnin' On It, che ebbe la nomination quale miglior canzone rock per voce femminile per Bonnie Raitt, per lungo tempo amica e collaboratrice.